# Teodoro Obiang Nguema Mbasogo
Teodoro Obiang Nguema Mbasogo (sinh ngày 5 tháng 6 năm 1942) là chính trị gia Guinea Xích Đạo, giữ chức Tổng thống Guinea Xích Đạo từ năm 1979. Ông lật đổ chú mình, Francisco Macías Nguema, trong một cuộc đảo chính quân sự diễn ra vào tháng 8 năm 1979. Obiang là Chủ tịch của Liên minh châu Phi từ ngày 31 tháng 11 năm 2011 đến ngày 29 tháng 1 năm 2012. Năm 2019 được xác nhận là lãnh đạo không ngai vàng với 39 năm nắm chức vụ này, ở vị trí đứng đầu năm đó.